# Svärteshäran
Svärteshäran är en grupp öar i Brändö kommun på Åland. Svärteshäran ligger i fjärden Skiftet i södra Brändö cirka 500 meter från vattengränsen till Pargas stad.
Arean för huvudön är 1,5 hektar och dess största längd är 270 meter i nord-sydlig riktning.